# Phyllanthus kanalensis
Phyllanthus kanalensis är en emblikaväxtart som beskrevs av Henri Ernest Baillon. Phyllanthus kanalensis ingår i släktet Phyllanthus och familjen emblikaväxter.
Artens utbredningsområde är Nya Kaledonien. Inga underarter finns listade i Catalogue of Life.